# Коржевка (Ульяновская область)
Ко́ржевка — село в Инзенском районе Ульяновской области, административный центр Коржевского сельского поселения.

## География
Село Коржевка расположен в 36 км к северу от районного центра — города Инза, в 39 км от железной дорожной станции Инза, в 132 км от областного центра города Ульяновска.
Село расположено на правобережье реки Сура, у озера Большое Коржевское (памятник археологии, истории и природы), по берегу небольшой речки Угловой овраг (в прошлом — речка Маленькая). Высота центра населённого пункта — 105 м. Связано автодорогой с сёлами: Шлемасс (6 км), Новосурск (7 км), Дракино (5 км), Чумакино (3 км), Челдаево (4 км), Проломиха (9 км).

## Название
Первоначально название села звучало как «Кожарки», в основе его лежали мордовские слова «кужо», что в переводе означает «поляна» и «эрьке» — «озеро», их сочетание звучит, как «лесная поляна возле озера».
По другой версии, первоначально село называлось по-эрзянски, как «Корожэрке» от эрзянских слов «куро», «куракш» (куст, кустарник) и «эрьке» (озеро), что означает «озеро, заросшее кустарником», или «корож» — «вокруг», то есть «вокруг озера».

## История
Места близ Коржевки были обитаемы людьми с глубокой древности, что подтверждено археологическими раскопками.
Деревня Старые Кожерки (Кожарки, Коржевки) была основана в 1614 году мордвою (эрзя), выходцами из деревни Чемакиной (ныне Чумакино) и относилась к Керзяцкому беляку Верхосурскому стану Алатырского уезда. Основатели поселения в 1624—1626 гг. переселились в деревню Челдаеву (ныне Челдаево). Другая часть — основали новую деревню Кожерки (ныне Коржевка в Пензенской области .
Со строительством Карсунской засечной черты в 1647 году, была основана служилыми казаками Коржевская слобода, которая вошла в состав Корсунского уезда Приказа Казанского дворца.
Первое упоминание села относится к XVII веку. В фонде «Патриарший приказ» сообщается о строительстве в 1682 году часовни, а в 1690 году вновь построена церковь во имя Архангела Михаила в Коржевской слободе. С постройкой церкви село стало называться ещё и Архангельская слобода.
Вдоль реки Сура, у поселения, росли годные к корабельному строению дубовые леса «длиною 8, в ширину на 3 версты».
Так же в расположенных поблизости сурских озёрах, добывали рыбу, в том числе и в зимнее время. Применяли особый метод лова, когда из озера спускали воду в реку, прорывая небольшую канаву. На месте спуска ставили сети или нерета. После чего рыбу собирали как из сетей, так и в оставшейся грязи. Такой метод лова, в частности, применялся и в других близлежащих деревнях.
В 1708 году село Коржевка вошла в состав Синбирского уезда Казанской губернии.
В 1754 году опять построена деревянная церковь во имя Архистратига Божия Михаила. Село принадлежало порутчице Елизавете Яковлевой. С постройкой этой церкви село стало носить двойное название, церковное — Архангельское и гражданское — Коржевка — «Коржевка, Архангельское, тож».
По 3-й ревизии 1762 года «село Коржевок новокрещен из мордвы», входило в состав Ввального стана Синбирского уезда.
При создании в 1780 году Симбирского наместничества село вошло в Карсунский уезд.
В 1796 году — в составе Карсунского уезда Симбирской губернии.
[карта 1792 г.] [карта 1800 г.] [карта 1807 г.] [карта 1822 г.] [карта 1835 г.]

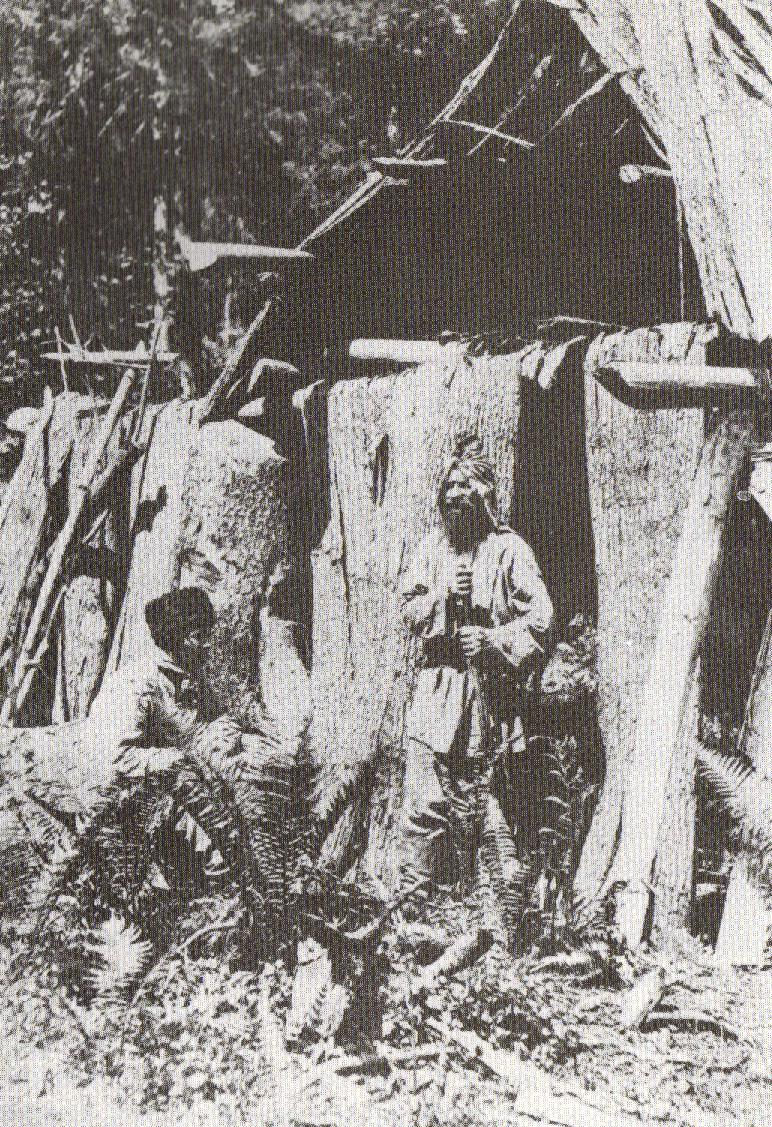
Изготовители рогож в Симбирской губернии. Фото Каррик, Вильям Андреевич (1870-е гг.).

В 1841 году в селе было открыто мужское начальное народное (земское) училище. В трёх группах училось 44 мальчика и 7 девочек.
Село располагало своей пристанью, крупным базаром.
Большим спросом на территории Симбирской губернии и за её пределами пользовались кули. Лучшими кулями считались Коржевские. Отсюда, они расходились по всей губернии и за её пределы, к сурским и волжским пристаням, для отгрузки лучших сортов муки. Также Коржевка считалась не только главным рынком кулей, но и рогож, циновок. Здесь их изготавливали в большом количестве. Зимой на местный базар доставлялось до 15 тыс. штук данного товара.
Указом от 26 апреля 1849 года жители села стали удельными (казёнными) крестьянами.
В 1859 году село Коржевки во 2-м стане. Удельные крестьяне. Становая квартира. Церковь. Сельское училище. Базар.Открылся сельскохозяйственный банк. [карта 1856 г.] [карта 1859 г.]
С 1861 года по 1928 год Коржевка была волостным центром Коржевской волости Карсунского уезда, куда входили населённые пункты: Беловодье, Большое Шуватово, Дракино, Енгалычево (Барышево, Болятино), Ермаки, Коноплянка, Коржевка, Чамзинка, Челдаево, Чумакино, Шлемасс.
В 1875 году построена деревянная больница.
После того, как в 1876 году сгорела церковь, в 1877 году возведён новый храм — в честь Рождества Пресвятой Богородицы — Церковь Рождества Богородицы, с правым пределом во имя Архистратига Божия Михаила и с левым приделом во имя Святителя и Чудотворца Николая, а в 1892 году — открылась одноклассная церковно-приходская школа .
В XIX веке, особенно после отмены крепостного права в 1861 году, широко была распространена и работа по найму. К наёмным работам относились: бурлачество, батрачество, наём на полевые работы (жнецы, косцы), наём в пастухи, в гуртовщики, извозчный и ямской промыслы, содержание постоялых дворов, куреней и отдача в наём квартир. Лучшие постоялые дворы были в Коржевке.
В 1896 году археолог П. А. Александров совершает разведки и ознакомительные поездки в Коржевку, а затем проводит раскопки археолог В. Н. Поливанов, где близ села разливом реки Суры был смыт слой земли, было обнаружено древнее поселение. Здесь же было найдено оригинальной формы каменное орудие, которое хранилось в Симбирской губернской учёной архивной комиссии (СГУАК), ныне Ульяновский областной краеведческий музей.
В начале XX века в Коржевке проводились одни из крупнейших ярмарок в Инзенском крае (2 ярмарки — на 29 июня и 18 сентября).
К 1910 году в селе было построено почтово-телеграфное отделение, каменная больница.

В 1914 году началась Первая мировая война, на которой участвовали сельчане.

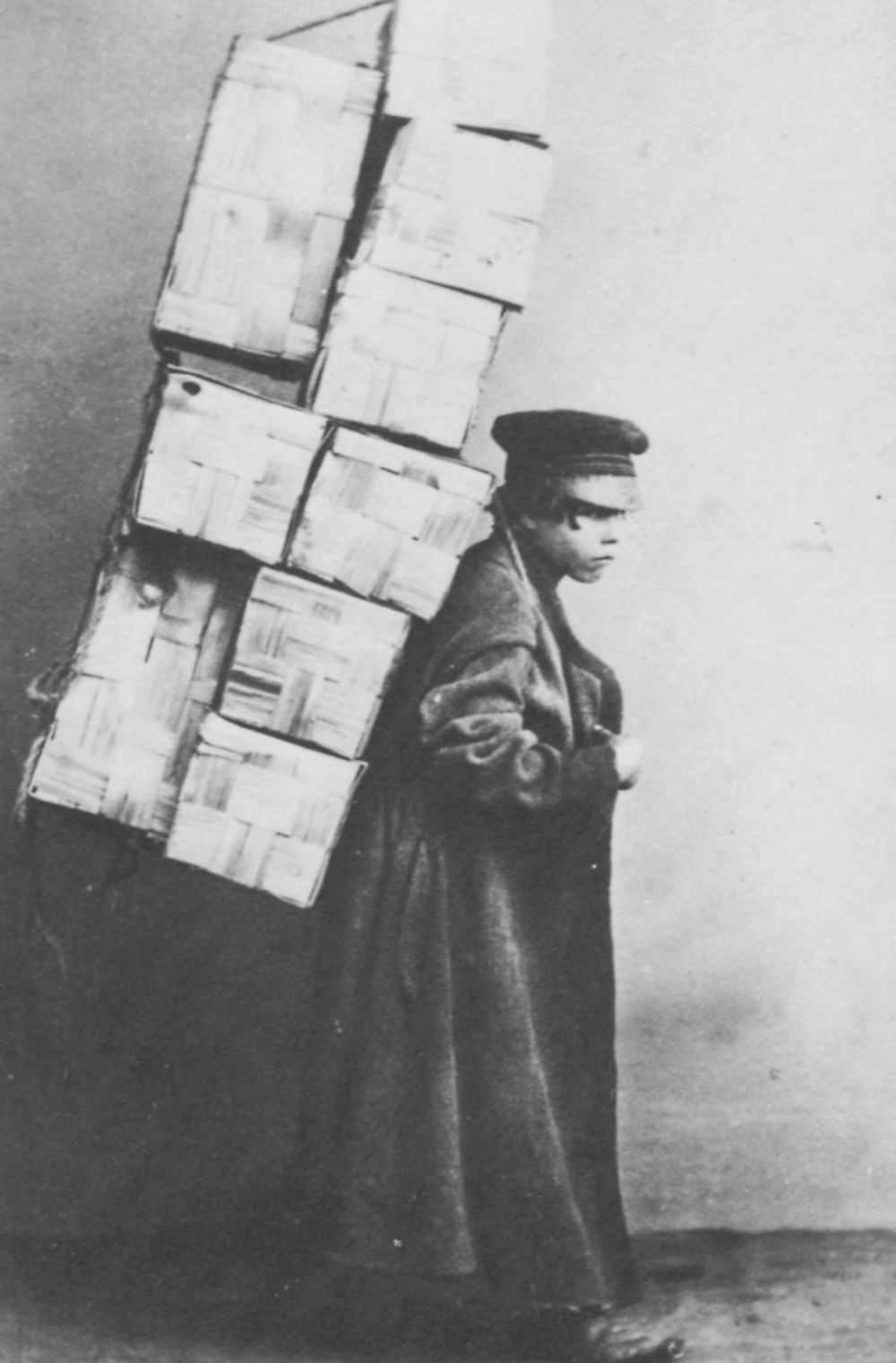
Продавец коробами. Фото Каррик, Вильям Андреевич (1870-е гг.).
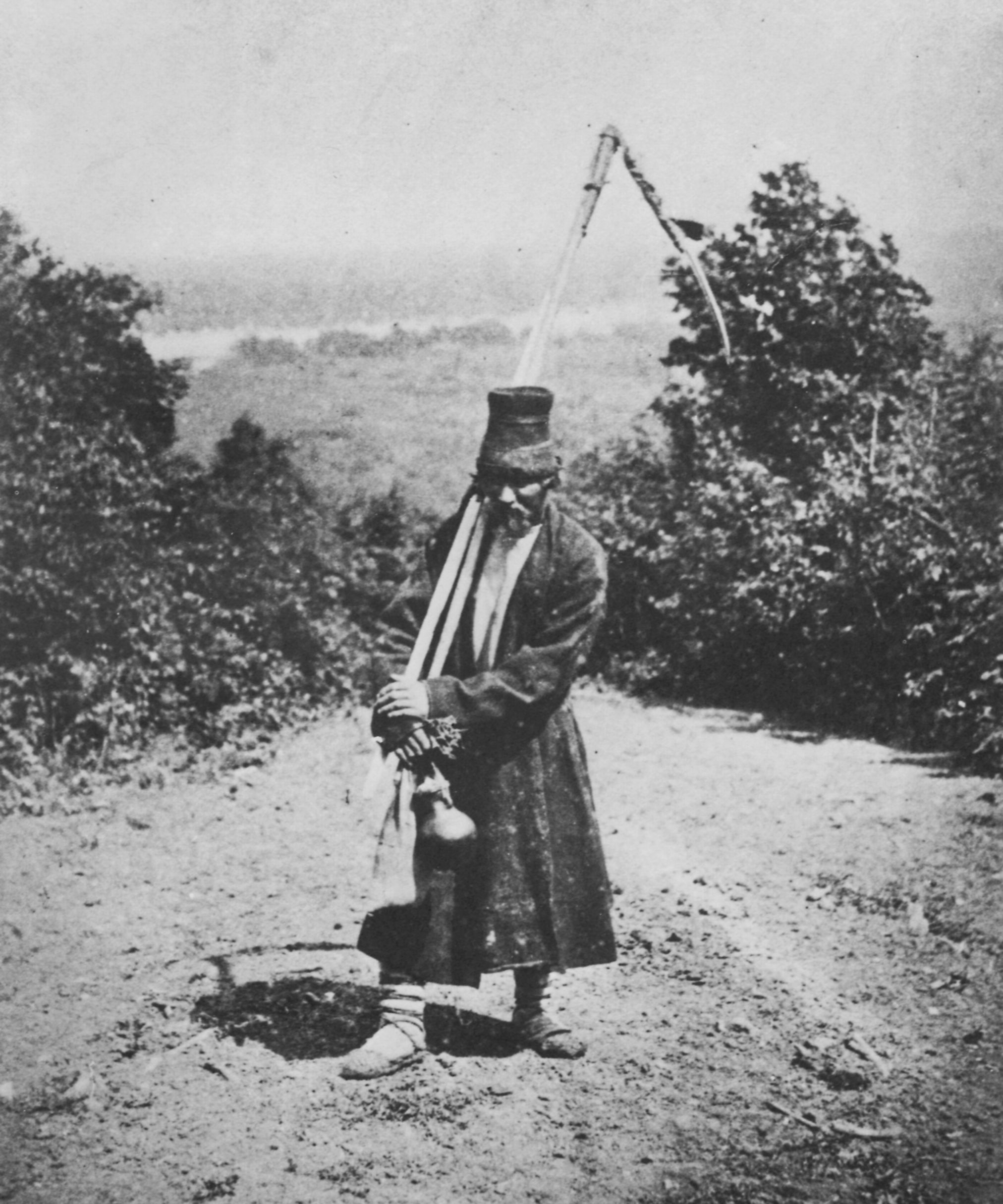
Косец. Фото В. А. Каррик, 1870-е гг.
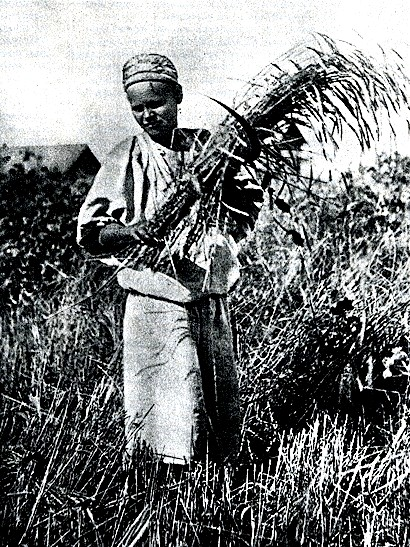
Жница. Фото В. А. Каррик, 1870-е гг.
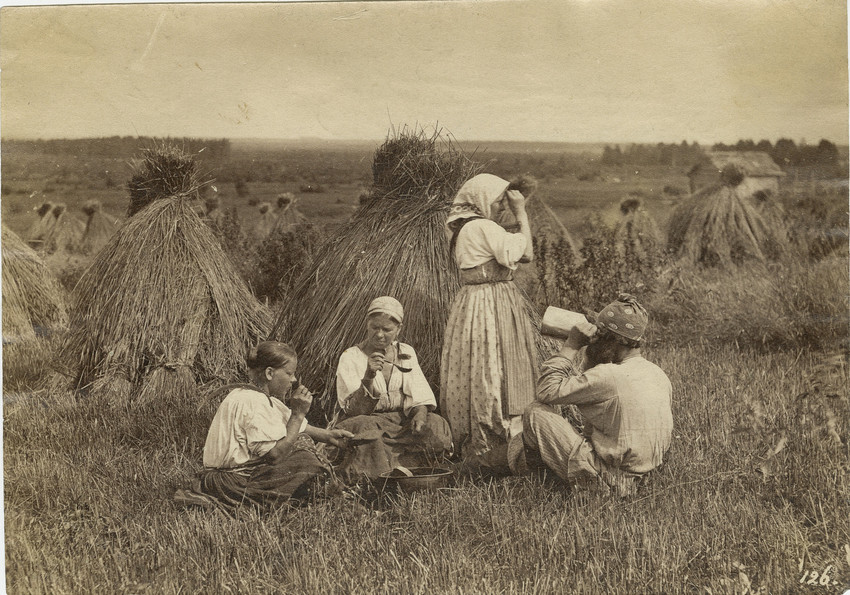
Обед в поле. Фото В. А. Каррик, 1870-е гг.
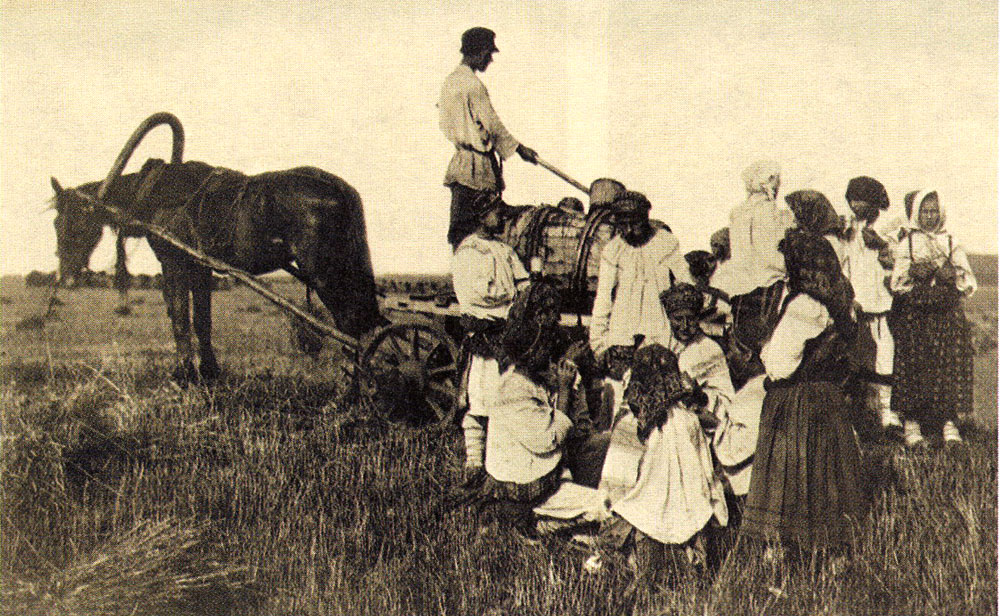
Обед на жнивье (стерне). Доставка на поле воды для питья. Фото начало XX в.
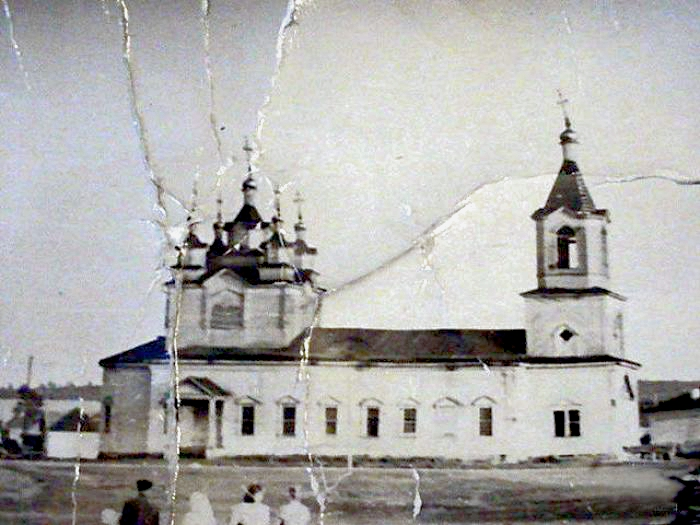
Церковь Рождества Богородицы (фото 1930 г.).

### Советская власть
В 1918 году Коржевка стала административным центром Коржевского сельского Совета .
В 1924 году Коржевка — в Коржевском с/с Коржевской волости Карсунского уезда Ульяновской губернии. В Коржевскую волость входил и Беловодский сельсовет. Был развит рогожный промысел.
В период НЭПа 15 семей из Коржевки в 9 км от села основали хутор Коржевский Выселок.
В 1920-х гг. в Коржевке был создан Коржевское лесничество.
В 1928 году — в Карсунском районе Ульяновского округа Средне-Волжской области.
В 1929 году Коржевский с/с вошёл в состав Инзенского района Сызранского округа Средне-Волжского края.
В 1931 году в Коржевский с/с входило: село Коржевка, посёлок Коржевские Выселки и село Чумакино.
В 1930-х годах при всеобщей коллективизации в СССР в Коржевке был создан колхоз «Красный Яр», а посёлок Коржевские Выселки был ликвидирован.
В 1935 году — в Куйбышевском крае.
В 1936 году — в Куйбышевской области.
В 1937 году в селе была закрыта церковь Рождества Богородицы (переделана в школу), а диакон Алексей Степанович Мельников (1871 г. р.), церковный сторож Леонтий Васильевич Горшенин (1872 г. р.), православный мирянин Трофим Петрович Мижуев (1871 г. р.), — расстреляны в Ульяновске 24 января 1938 года, священник Павел Яковлевич Масляков (1889 г. р.), монахиня Фёкла (Фёкла Ивановна Коршунова, 1877 г. р.), монахиня Устинья (Устинья Фёдоровна Тазова, 1881 г. р.), православный мирянин Семён Петрович Тряпичкин (1884 г. р.), — расстреляны в Ульяновске 19 февраля 1938 года , диакон Листов Евгений Александрович (1880 г. р.), расстрелян в Ульяновске 14 декабря 1937 г.
Многие жители села не вернулись с фронтов Великой Отечественной войны в память которым был установлен Памятник-землякам погибшим в ВОВ.
С 19 января 1943 года — в Ульяновской области. [карта 1939 г.]
В 1950 году — колхозы: «Красный Яр» (с. Коржевка), «13-й год РККА» (с. Челдаево), «Активист» (с. Чумакино) объединены в колхоз имени Жданова.
7 июля 1953 года решением Ульяновского облисполкома № 825/32 Коржевский и Чумакинский сельские Советы были объединены в один — Коржевский с/с.
В 1963—1965 гг. — Сельскохозяйственная артель (колхоз) им. Жданова Коржевского сельского Совета с. Коржевка Инзенского сельского района Ульяновской области, затем, после объединения Инзенского промышленного и сельского районов, опять в Инзенском районе.

### Новейшая история
Распад Советского Союза сильно сказалась на экономике страны. Особенно это отразилось на сельском хозяйстве. Колхоз «Имени Жданова», некогда процветающий, стал быстро разрушатся. Вместо него в 1989 году был образован колхоз «Заря», но и он просуществовал не долго, ликвидирован 13.01.2004 года.
29 мая 2005 года Коржевка стала административным центром Коржевского сельского поселения. [карта 2008 г.]
С 21.12.2011 года строится Церковь Рождества Пресвятой Богородицы.
С 2013 года в селе проходят этнокультурные туристские фестивали «По Суре из прошлого в будущее».

## Инфраструктура
- Участковая больница

- Школа[66]

- Церковь Рождества Пресвятой Богородицы[67]
- СПК «Коржевский»[68]

## Население
| Год  | число дворов | муж. пола | жен. пола | число жителей | Примечания |
| ---- | ------------ | --------- | --------- | ------------- | --- |
| 1624 | 4            |           |           | 6             | Старые Кожерки (Коржевки) на Кожерском озере, Верхосурского стана.                                                                 |
| 1754 | 190          | 633       | 708       | 1341          | Из «Экономических примечаниях Карсунского уезда».                                                                                  |
| 1780 | —            | —         | —         | 474           | Ревизских душ (Ясашных крестьян). Ведомость Симбирского наместничества 1780 год.                                                   |
| 1859 | 308          | —         | —         | 2335          | Во 2-м стане. Удельные крестьяне. Становая квартира. Церковь. Сельское училище. Базар.                                             |
| 1863 | 308          | 1159      | 1176      | 2335          | Волостной центр. Карсунского уезда. Удельные крестьяне. Становая квартира. Церковь. Сельское училище. Базар.                       |
| 1884 | 357          | 1186      | 1213      | 2399          | Становая квартира, Волостное правление                                                                                             |
| 1897 | 469          | 1650      | 1664      | 3314          | 2-й стан, 1 церковь, 2 шк., Вол. прав., земская больница, стан. квар.                                                              |
| 1900 | 526          | 1717      | 1768      | 3485          | Храмы в Карсунском уезде на 1900 г., № 602 с. Коржевка, 2 школы: зем. и ц.-прих. Архивная копия от 31 июля 2020 на Wayback Machine |
| 1910 | 575          | 1803      | 1809      | 3612          | |
| 1913 | 649          | 2021      | 2004      | 4025          | церковь, 2-е школы, Вол. прав., зем. бол., почтово-тел. отд., ярмарка (два раза в год), базар по пятницам                          |
| 1924 | 738          | —         | —         | 3435          | Почтово-телеграф. отд., телефон, сберкасса, амбулатория, лесничество, ветеринарно-фельд. пункт, 2-е школы 1-й ступени.             |
| 1927 | 752          | 1802      | 2016      | 3818          | Волостной исполком (ВИК), школа 1-й ст., базар по пятницам                                                                         |
| 1931 | 782          | —         | —         | 4061          | |
| 2002 |              |           |           | 849           | |
| 2010 |              |           |           | 629           | |

## Известные люди
- Священномученик Александр Телемаков († 1938, память 6 февраля), с 1897 по 1908 год жил, служил в церкви и был заведующим школы[77][78];

- Тихонов Михаил Иванович — Герой Советского Союза (в парке села ему установлен бюст);
- Салыгин Иван Алексеевич — полный кавалер орденов Славы (в честь него названа улица села и установлен бюст);
- Чернов Александр Николаевич — Герой Социалистического Труда Ульяновской области[79];
- Березенкина Зинаида Фёдоровна — кавалер орденов Трудовой Славы[80];
- Шилимов Владимир Михайлович (1942—2016) — генерал-майор, председатель КГБ по Ульяновской области (1990—12.1991)[81];
- Азов Константин Сергеевич — советский журналист, заведующий избой-читальней в селе (5.1944—8.1945), затем — секретарь Коржевского сельсовета (8.1945—9.1946).
- Исаев Александр Степанович — генерал-майор авиации[82][83];
- Зинин Василий Иванович — председатель колхоза имени Жданова, делегат XXV съезда КПСС[82];
- Каргин Виктор Егорович — советский и российский конструктор в области ракетостроения, академик, Герой Социалистического Труда, лауреат Ленинской премии;
- Морозова Зинаида Ивановна — учительница русского языка и литературы[84].
- Азов Дмитрий Сергеевич — военный корреспондент газеты «Красная звезда»[83].

## Достопримечательности
- Могила председателя сельсовета Шонина Василия Степановича (1902—1933), убит кулаками[85][7][86];

- Памятник землякам, погибшим в годы Великой Отечественной войны (1980)[7];
- Ансамбль земской больницы (1915—1917 гг.): здание главного корпуса, здание флигеля, здание покойницкой[87][7];

- Археологический памятники: поселение приказанской культуры, могильник IX—XI вв[88];
- Поселение «Коржевка» («Старое мордовское жильё»), конец II тыс. до н. э.[4][8][7]
- Озеро Большое Коржевское — памятник природы и археологии[89];
- Парк Памяти, где установлены: Памятник землякам, погибшим в годы Великой Отечественной войны, стела с именами погибших, бюсты: Тихонова М. И. и Салыгина И. А.
- Краеведческий школьный музей (2008)[84].
- Родник «Центральный»[90].

## Улицы
ул. Гагарина, ул. Заречная, ул. Затонная, ул. Зелёная, ул. Ключевая, ул. Комарова, ул. Луговая, ул. Новая, ул. Новая Линия, ул. Образцовая, ул. Садовая, ул. Салыгина, ул. Скачилова, ул. Центральная.

## Галерея

Бюст Салыгина Ивана Алексеевича — полного кавалера орденов Славы.
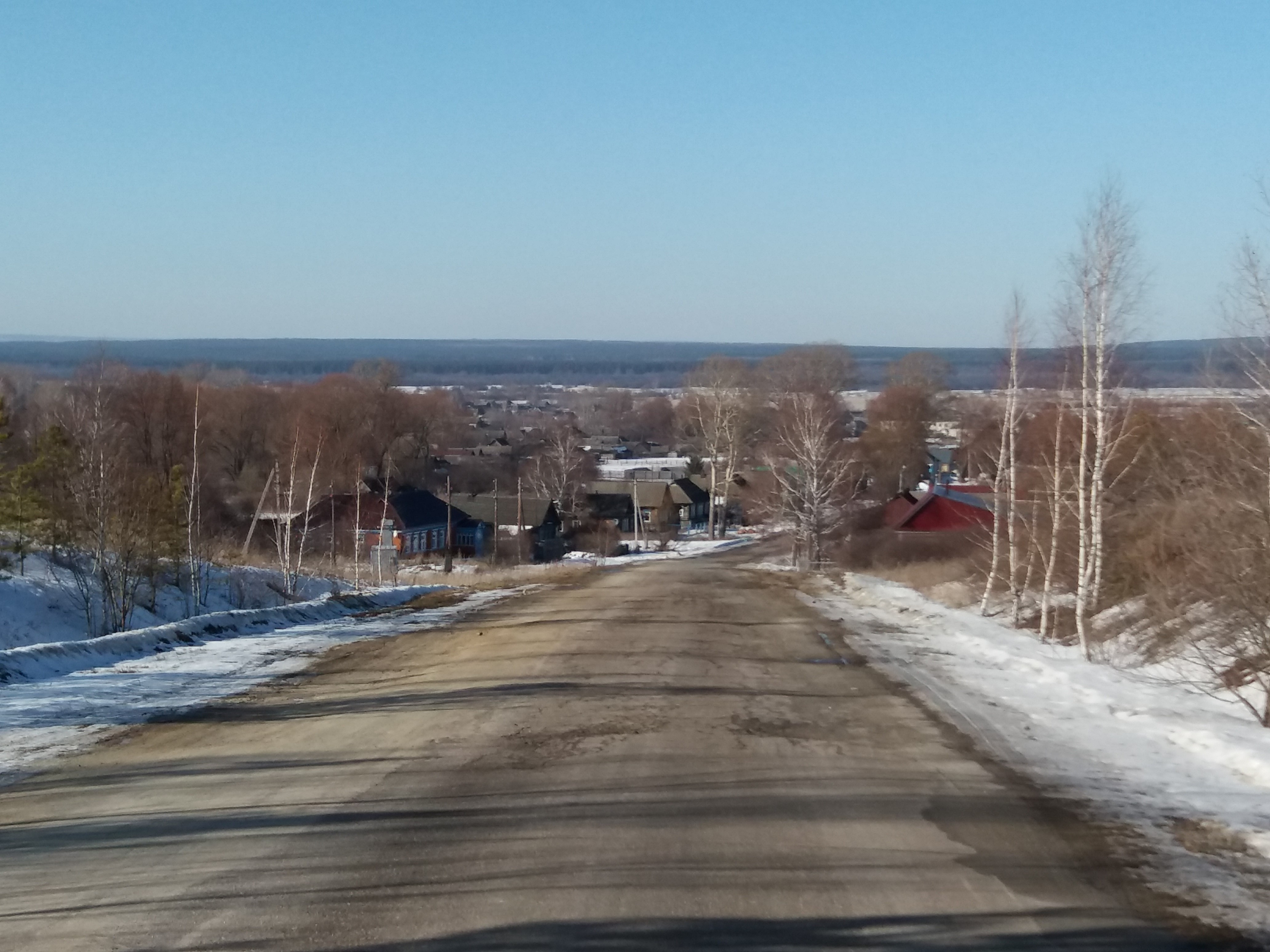
Въезд в с. Коржевку со стороны с. Шлемасс
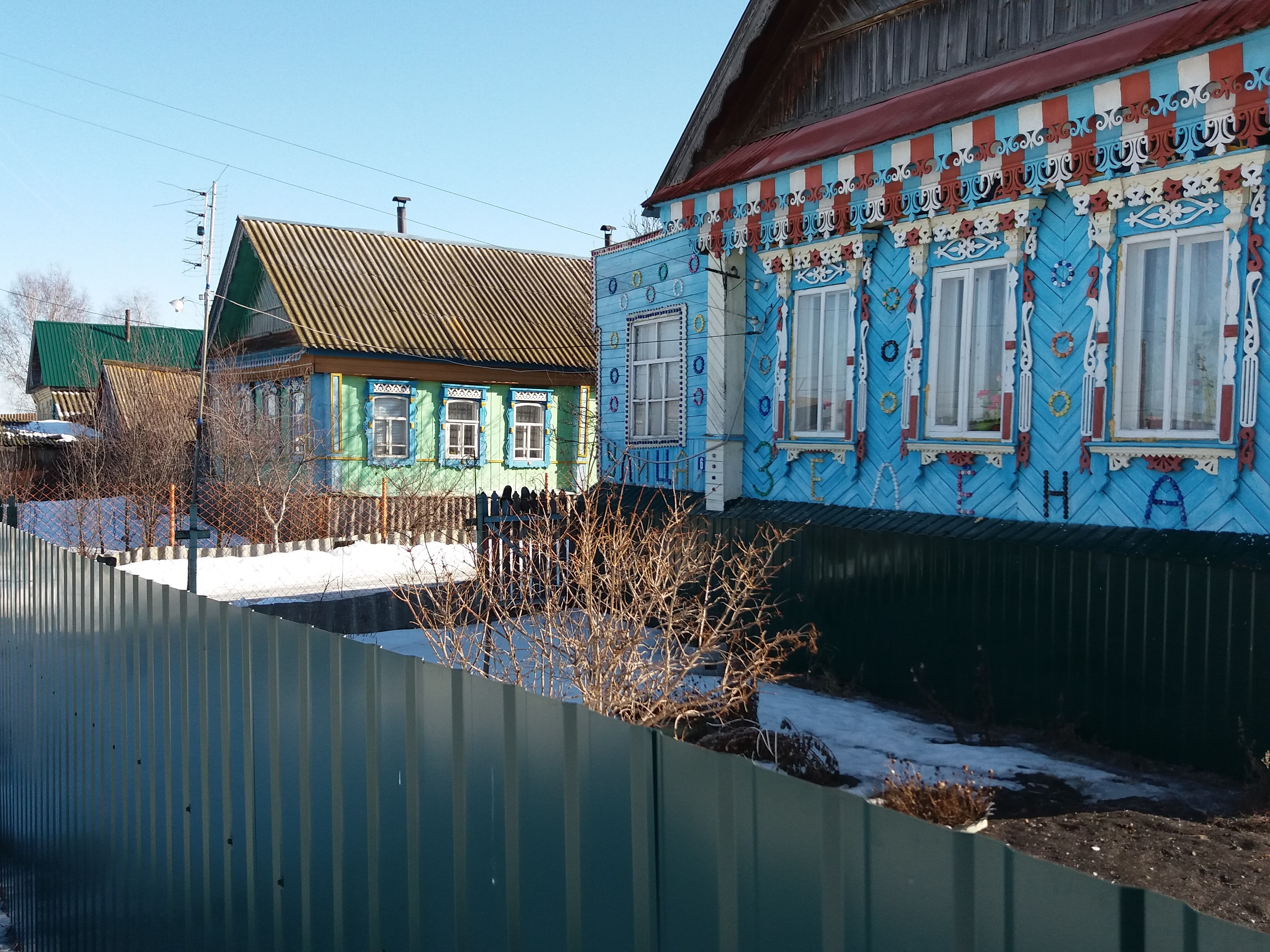
Улица Зелёная (с. Коржевка)
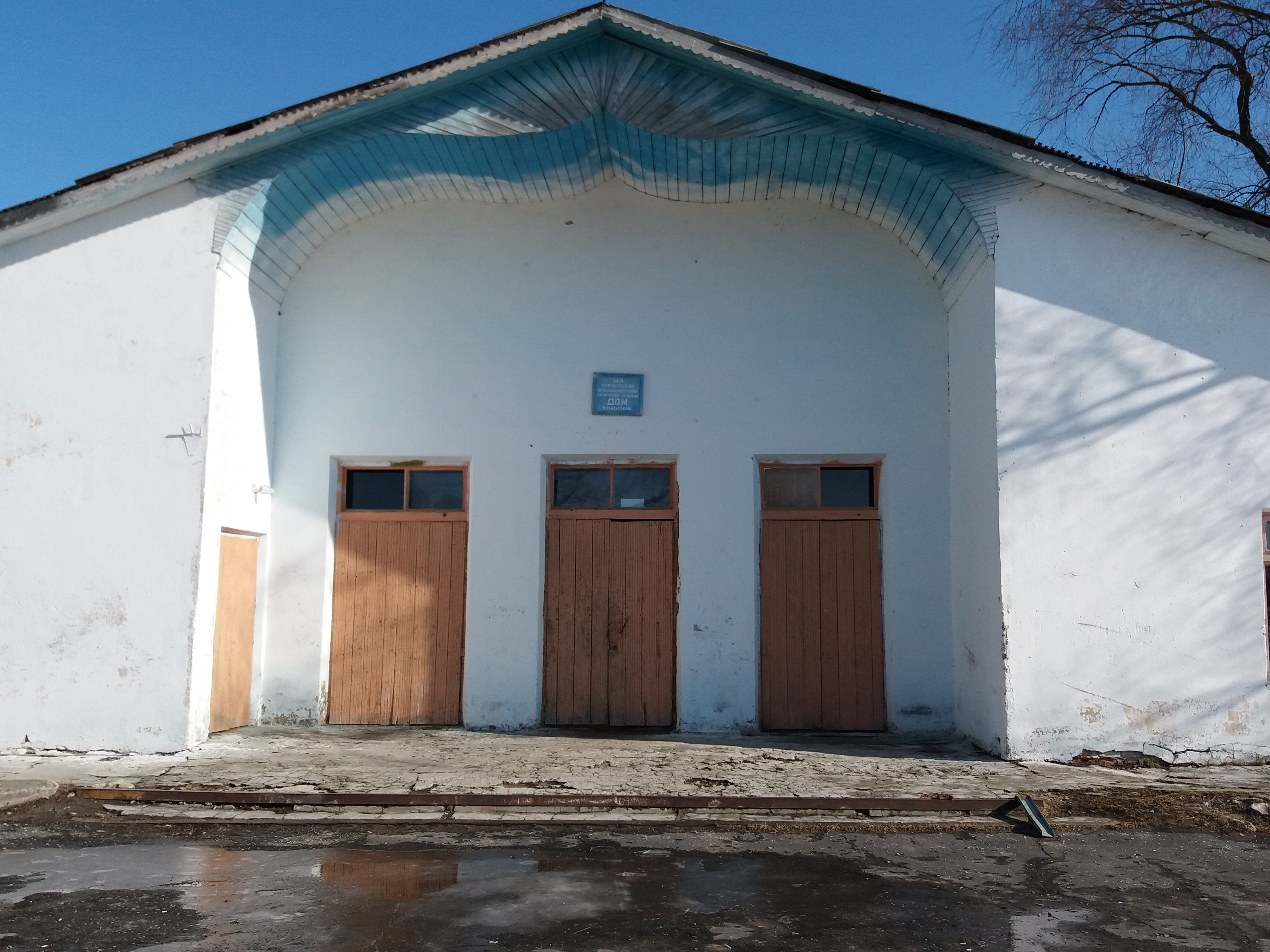
Клуб (с. Коржевка)
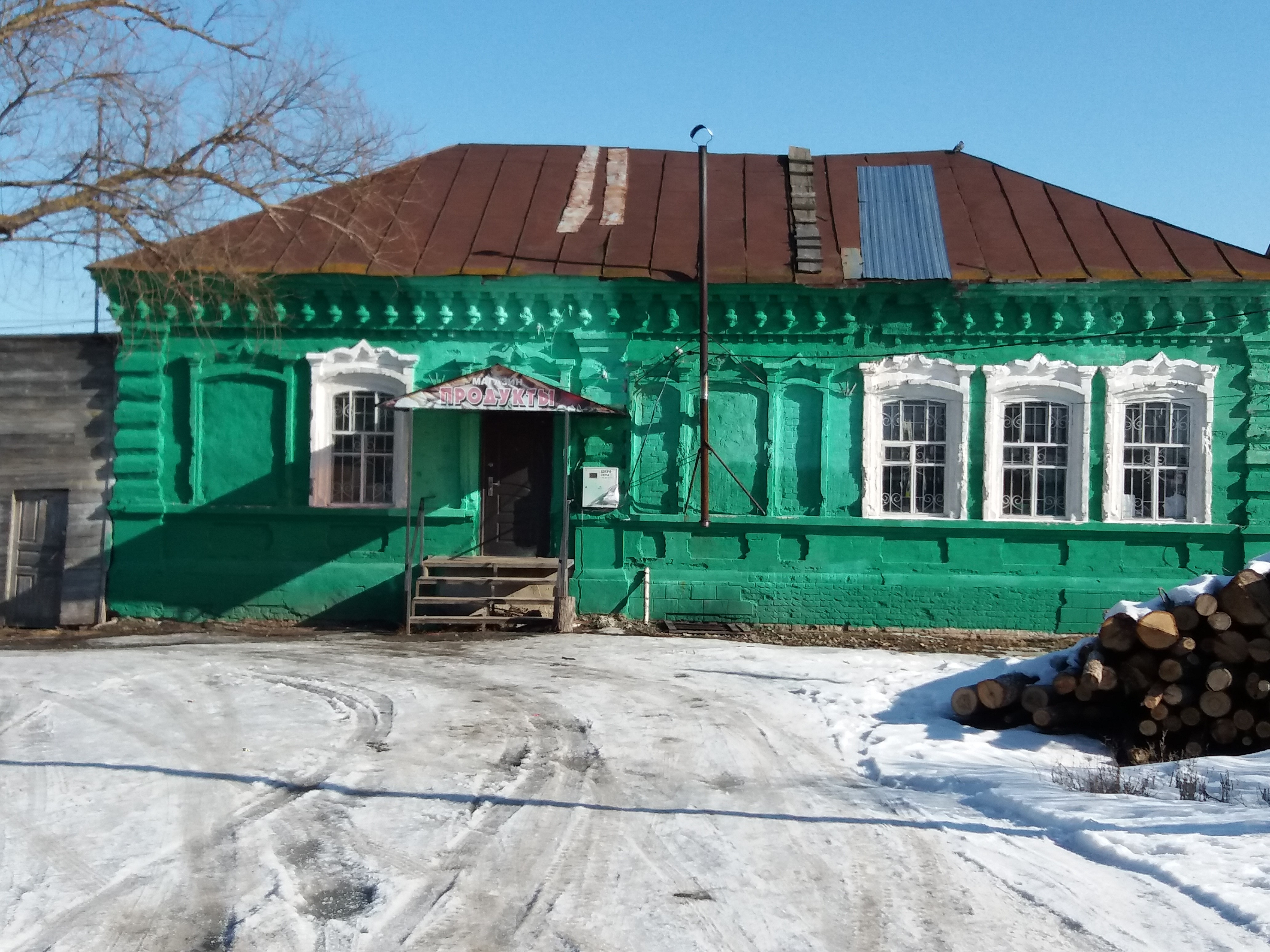
Магазин "Продукты" (бывший клуб)
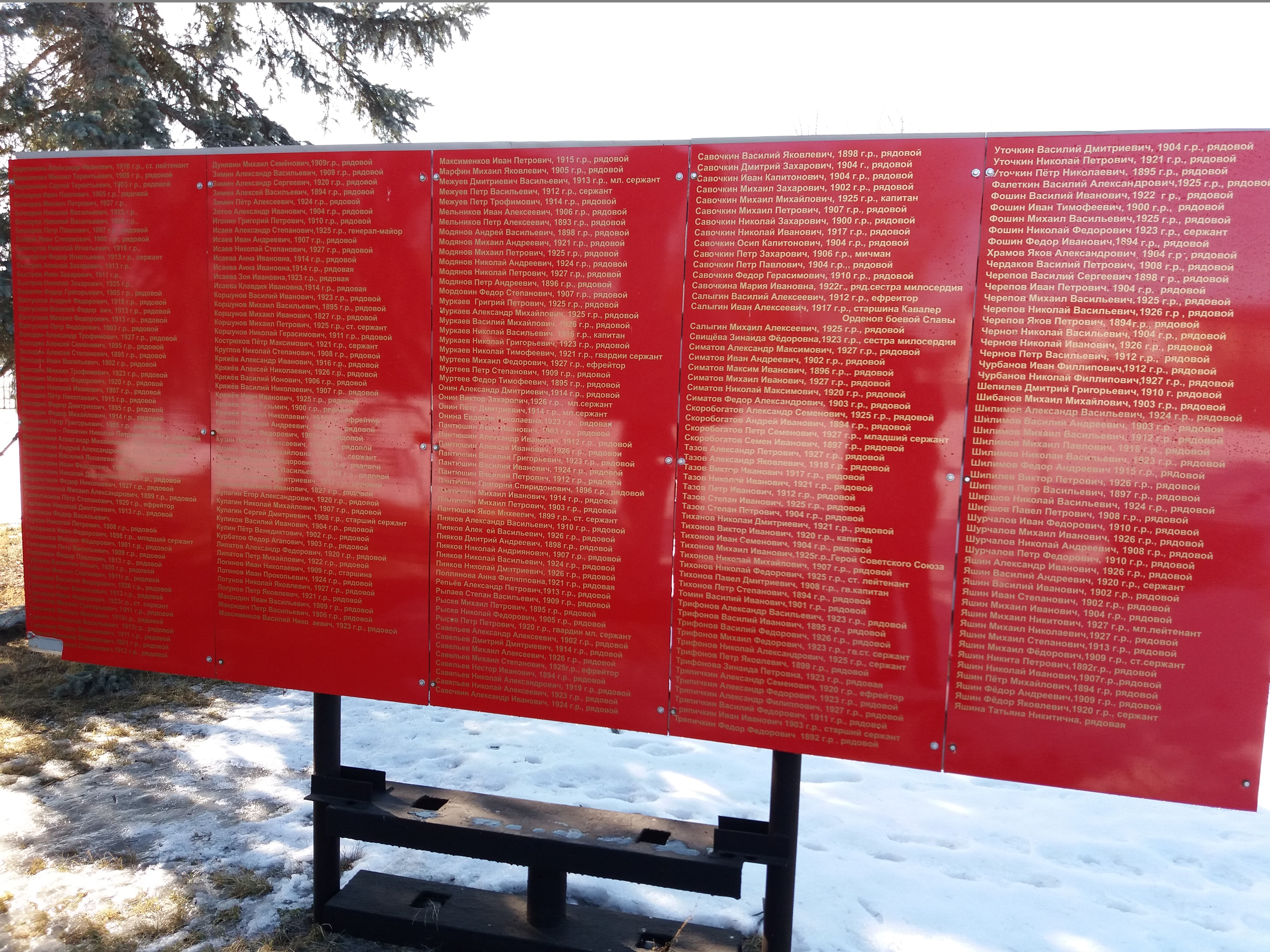
Стела имён участников в ВОВ
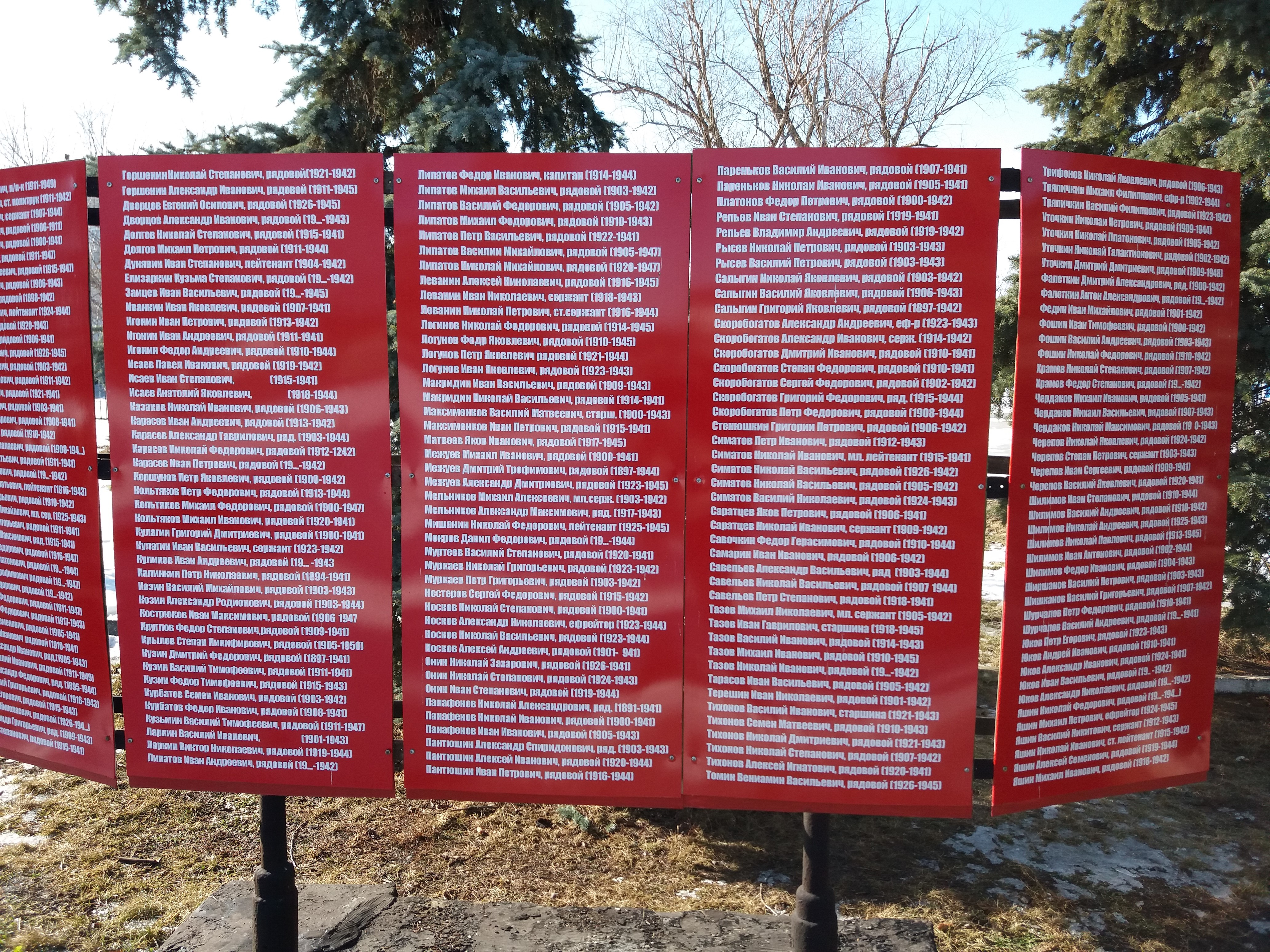
Стела с именами погибших в ВОВ (1941-1945 гг.)
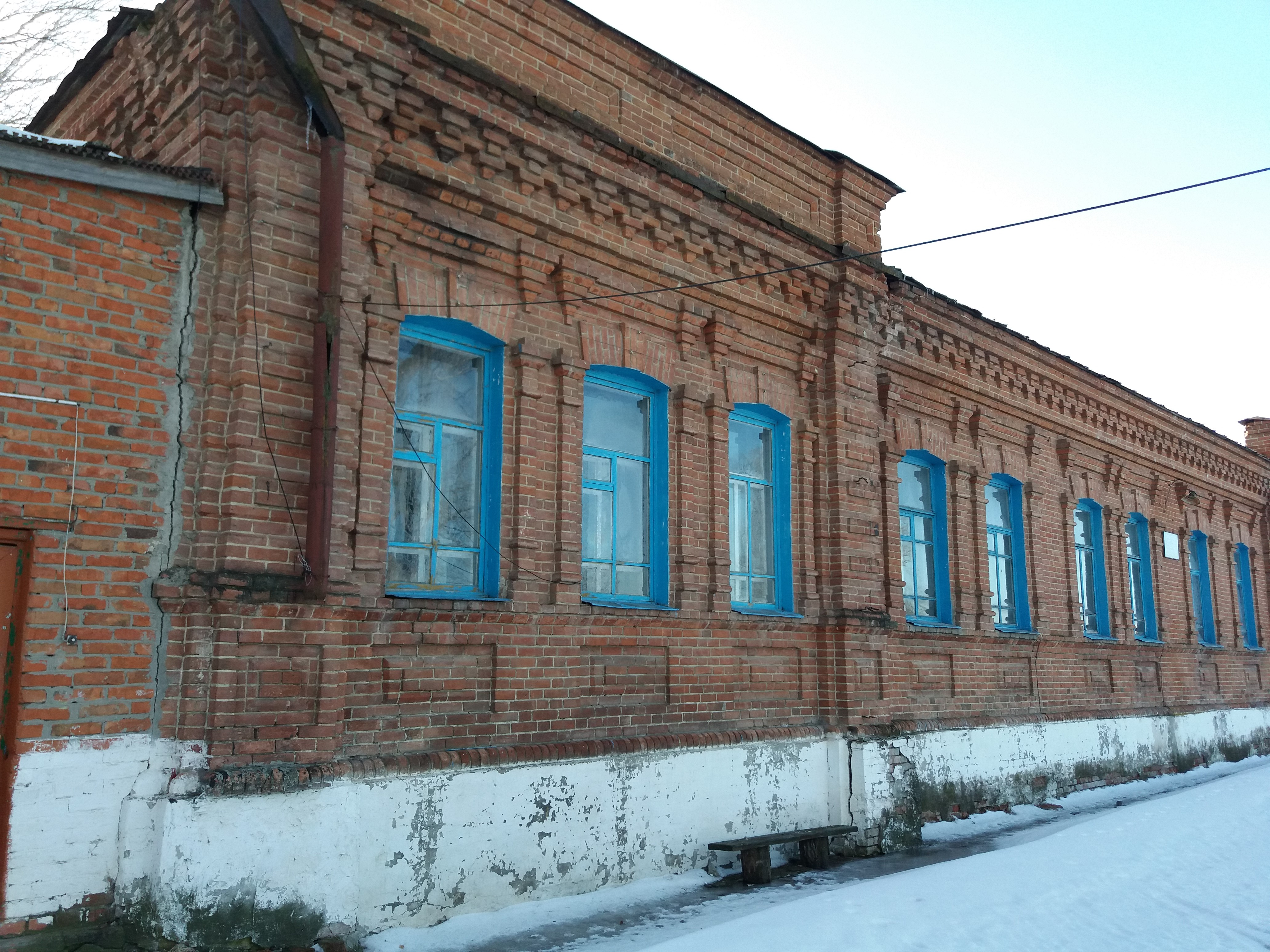
Коржевская больница, 1915 г.
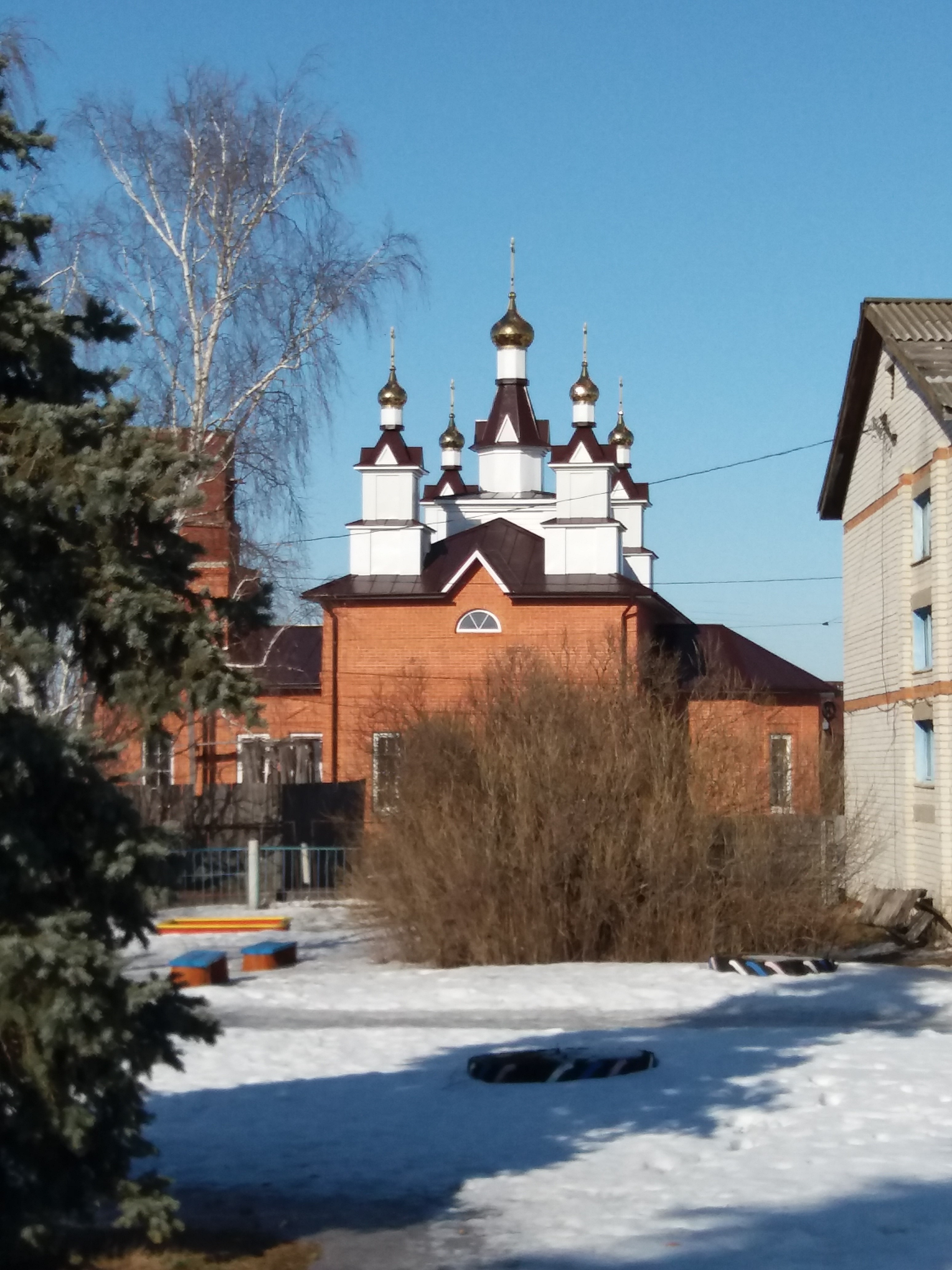
Церковь Рождества Пресвятой Богородицы (с. Коржевка) /строится/
Памятник землякам, погибшим в ВОВ.
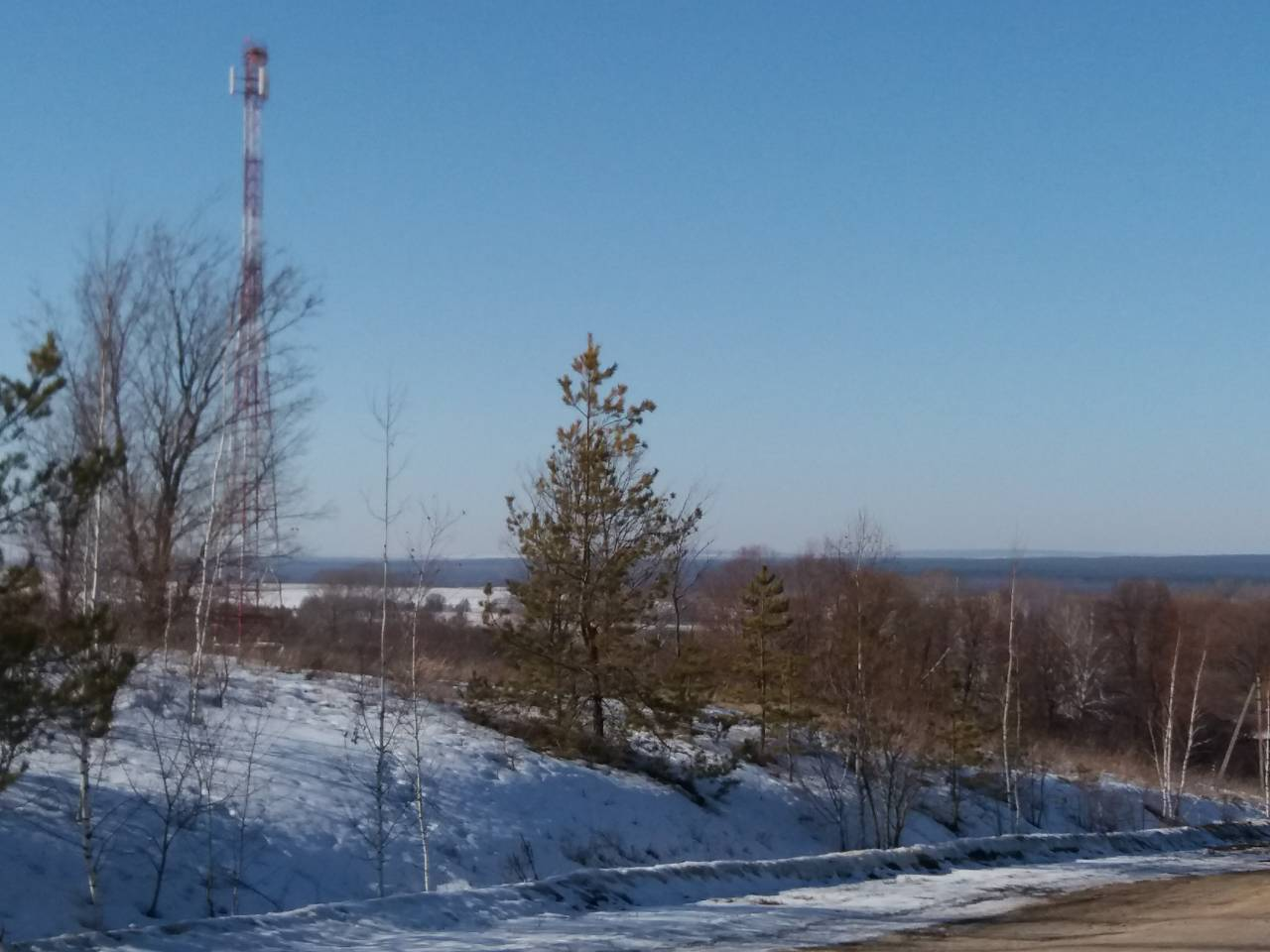
Телевышка в Коржевке.
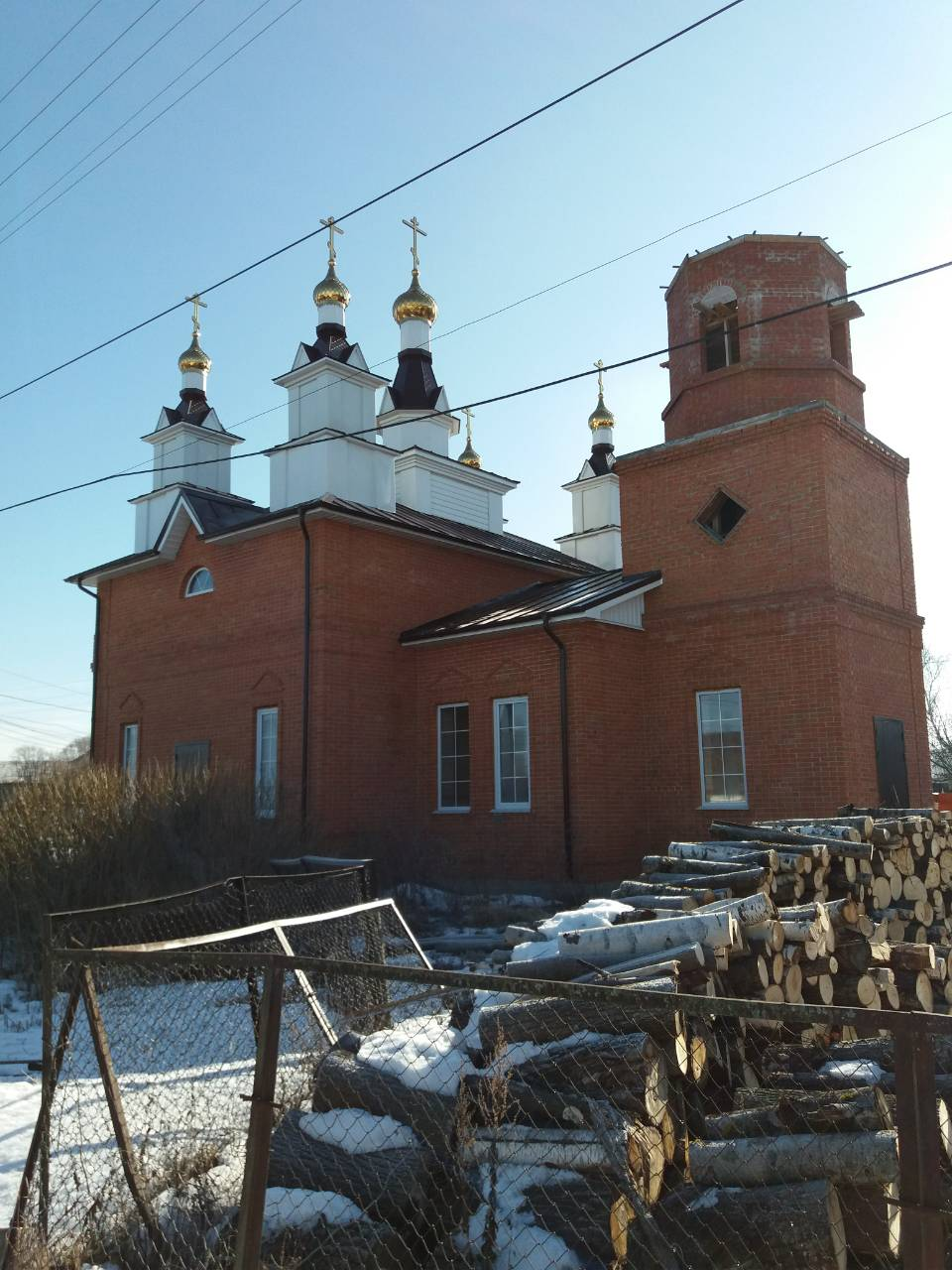
Строящаяся церковь (Коржевка).
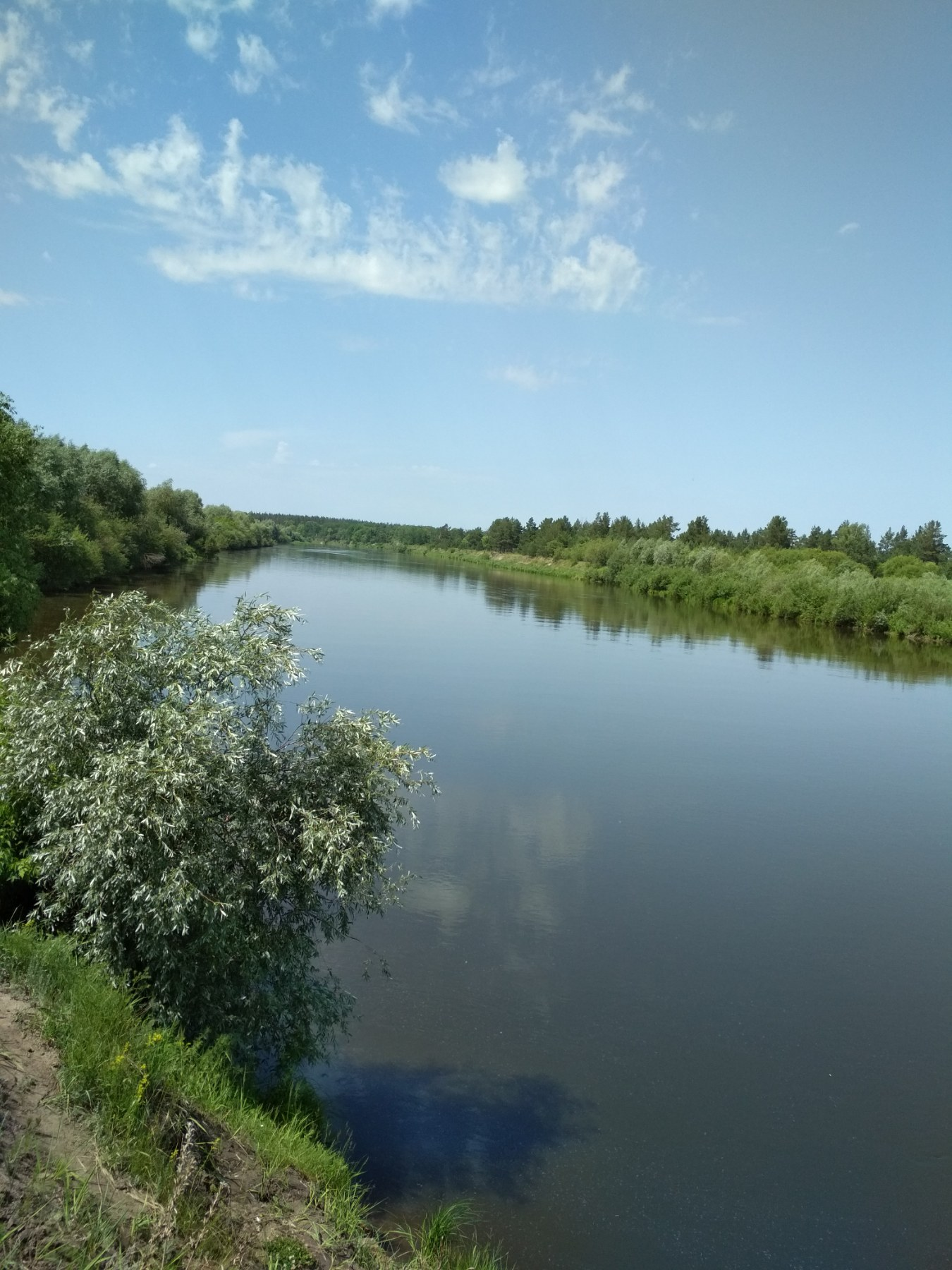
Река Сура у с. Коржевка.
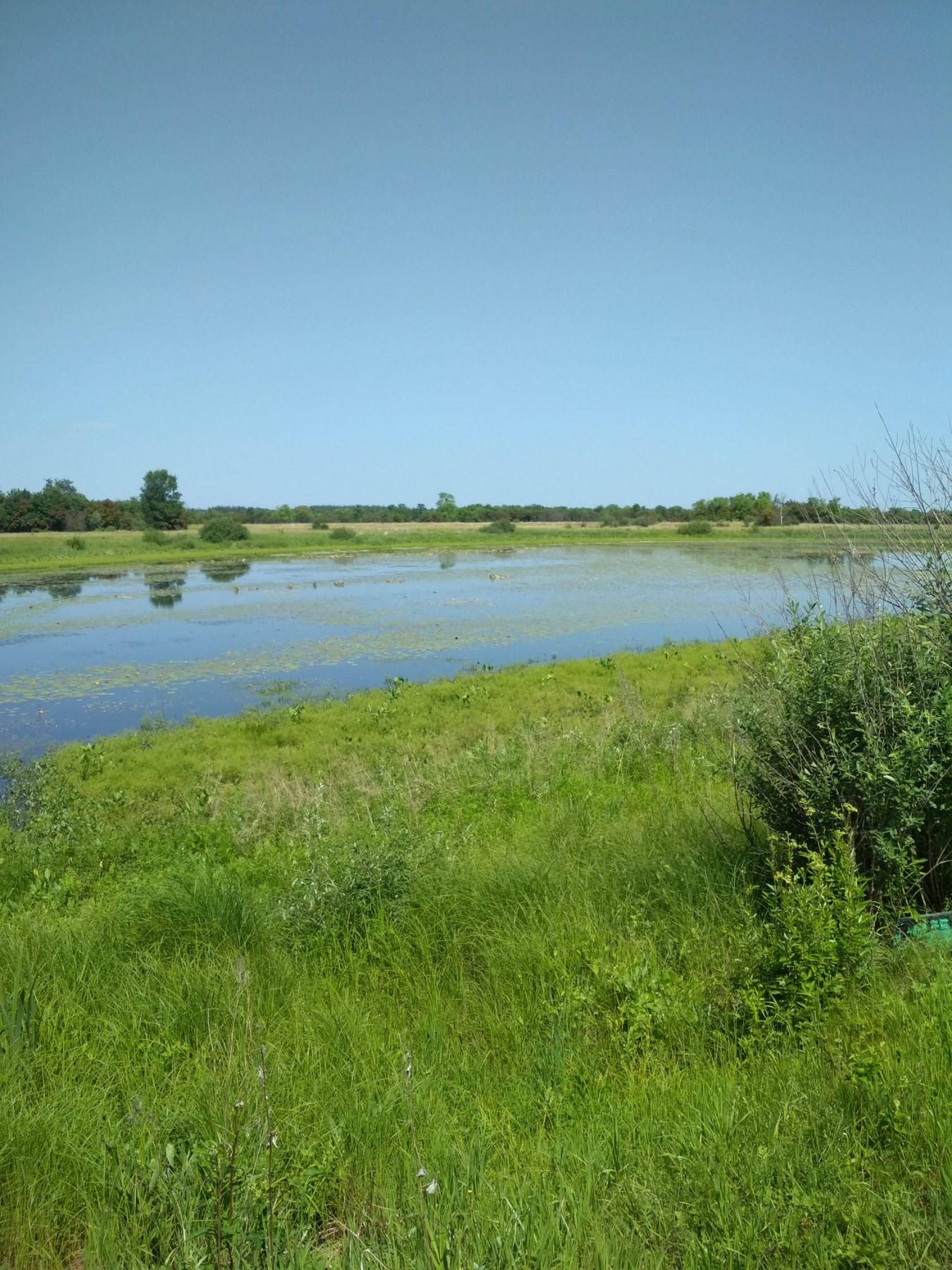
Озеро Большое Коржевское.